# Heliastus subroseus
Heliastus subroseus är en insektsart som beskrevs av Andrew Nelson Caudell 1904. Heliastus subroseus ingår i släktet Heliastus och familjen gräshoppor. Inga underarter finns listade i Catalogue of Life.